# Софронов Валерій Миколайович

## Життєпис
Валерій Миколайович Софронов народився в 1947 році в Києві в родині льотчика військової та цивільної авіації Миколи Івановича Софронова.
У 1962-1972- Художник-постановник на Київській студії телебачення.
У 1972— Закінчив Київський поліграфічний інститут імені Івана Федорова.
У 1972-1973 служив у лавах Збройоних сил СРСР.
У 1969—1972 та 1976—1979— художник-сценограф та художник-постановник в Українськом Республіканськом комітеті по телебаченню і радіомовленню.
У 1979—1990 та 1994—1995— художник-декоратор та художник-постановник на Київський кіностудії імені Олександра Довженка та кіностудії «Укртелефільм».
1998— головний художник у Академічному театрі Колесо.
У 1974-2018— художник, іконописець, художник-реставратор.
Член  Національної спілки кінематографістів, Національної спілки журналістів.
Помер 03 травня 2018 року у віці 70 років в Києві, де й народився. Був похований 05 травня 2018 на Байковому кладовищі.

## Фільмографія
- 1980 — «Червоне поле» (художник-декоратор), режисер Василь Ілляшенко

- 1980 — «Мужність (фільм)|Мужність» 7 серій (художник-декоратор), режисер Борис Савченко

- 1982 — «Ярослав Мудрий» (художник-декоратор), режисер Григорій Кохан

- 1982 — «Грачі» (художник-декоратор), режисер Костянтин Єршов

- 1983 — Легенда про княгиню Ольгу (художник-постановник), режисер Юрій Іллєнко

- 1984 — «Канкан в Англійському парку» (художник-декоратор), режисер Валеріан Підпалий

- 1985 — «Вклонись до землі» (художник-декоратор), режисер Леонід Осика

- 1985 — «Что написано в книгу життя» (художник-декоратор)

- 1986 — «Міст через життя» (художник-постановник), режисер Олег Гойда

- 1987 — «Суд в Єршовці» (художник-декоратор), режисер Василь Ілляшенко

- 1987 — «Подорож через місто» (художник-декоратор), режисер Андрій Бенкендорф та Микола Засєєв-Руденко

- 1992 — «По-модньому» (художник-постановник), режисер Юрій Некрасов

- 1995 — «Об'єкт "Джей“» (художник-постановник), режисер Володимир Оніщенко

## Театральні постановки
- 1980 — «Син полку» (художник), Житомирський академічний український музично-драматичний театр імені Івана Кочерги

- «Антігона» (художник-декоратор), «Колесо (театр, Київ)»

- «День прильоту ластівки, або поцілунок принцеси» (художник-декоратор), «Колесо (театр, Київ)»

## Художня творчість

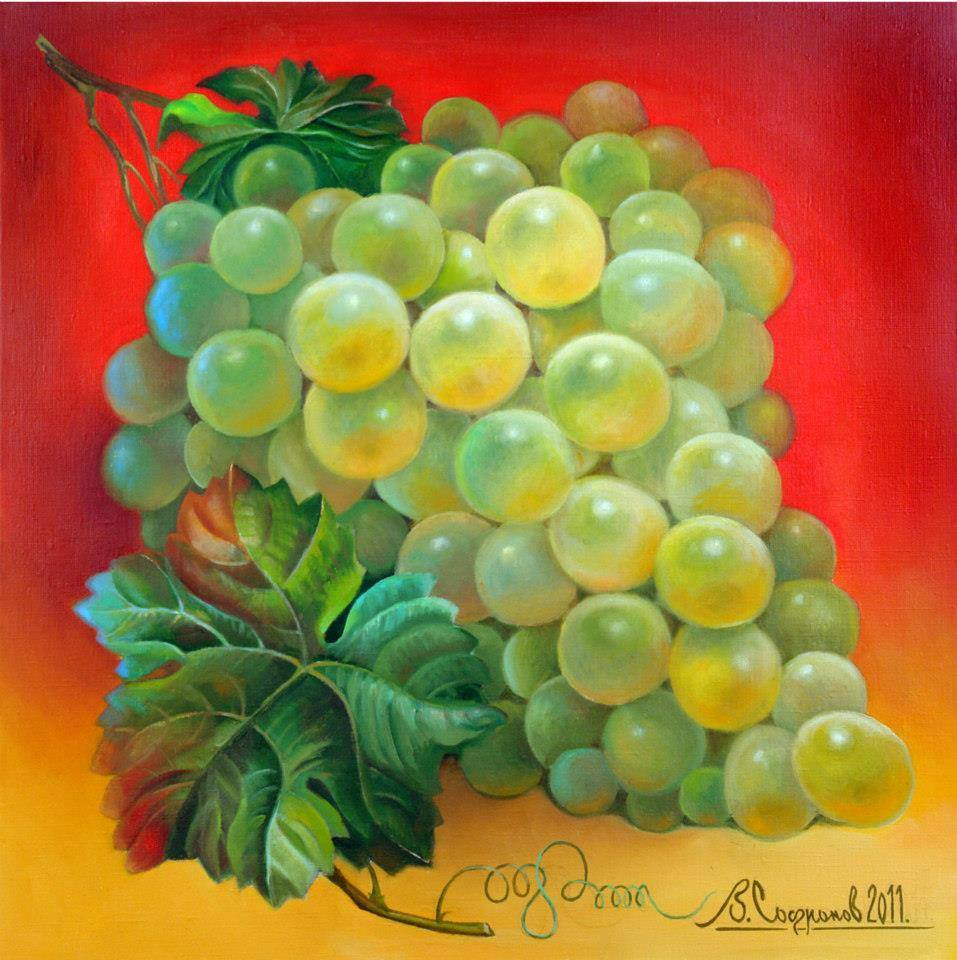
Авторський натюрморт "Виноград", 2011р, художник Валерій Миколайович Софронов

Автор понад 100 художніх робіт, виконаних у жанрах живопису, графіки та натюрморту. У творчому доробку три персональні виставки:
- 1999 (липень)— "Пейзажі Соловецьких островів" «Національний музей історії України»

- Персональна виставка в Будинку kіно

- Персональна виставка в Музеї-майстерні Івана Кавалерідзе

## Іконопис та реставрація

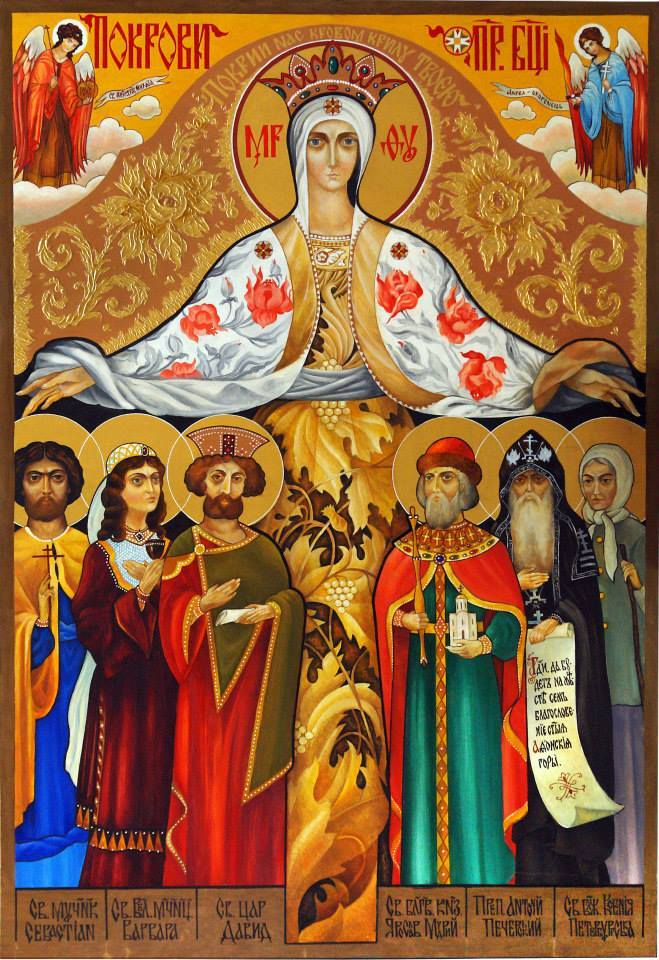
Авторська ікона "Покрова Пресвятої Богородиці", 2014р, художник Валерій Миколайович Софронов

Автор понад 10 православніх ікон. Автор та розробник ескізів реставрації розпису стін та стель багатьох православних храмів України. Реставратор багатьох ікон та картин.
- 2002-2005 — Автор 3 православніх ікон написаних для Видубицьго монастиря

- Автор настінної ікони написаною у Києво-Печерський Лаврі.

## Розробка дизайну фірмового стилю
Автор та розробник дизайну фірмового стилю театрів:
- «Колесо (театр, Київ)»

- «АкадеміЯ (театр, Київ)»